# Couvent des Capucines de Bourbourg
Le couvent des Capucines de Bourbourg est un monastère relevant de l'ordre franciscain fondé en 1614 à Bourbourg en Flandre maritime, dans l'actuel département du Nord. Françoise de Saint-Omer crée à partir de son habitation, un couvent à l'origine de l'ordre religieux des Sœurs de la pénitence du tiers-ordre réformé de saint François d'Assise ou Pénitentes dites Capucines, L'établissement existe encore de nos jours.

## Histoire

### Création
En 1614, Françoise Taffin, veuve Maes depuis quelques mois, future Françoise de Saint-Omer, fonde dans la maison familiale de Bourbourg un oratoire, où elle se retire fréquemment avec sa fille aînée Antoinette, désireuse comme sa mère d'une vie contemplative. Six mois après la mort de son époux, l'évêque de Saint-Omer Jacques Blaes l'autorise à transformer la maison en un couvent de religieuses vouées à la prière et à la pénitence.
Le magistrat (autorités municipales) de Bourbourg donne son accord pour les transformations nécessaires de l'habitation. Les premières pierres de la chapelle du nouveau couvent sont posées le 24 juin 1614 par l'official Christophe Morlet et par Cornil Brusset, gouverneur de Bourbourg, en présence de l'archidiacre de l'archevêque de Cambrai et futur évêque Paul Boudot. Celui-ci bénit le sanctuaire dédié à Marie, mère de Jésus, et à saint François d'Assise.
En octobre 1614, le lieu accueille deux béguines provenant du béguinage d'Aire-sur-la-Lys. L'établissement est officiellement inauguré ce mois là. Il compte rapidement trois novices supplémentaires dont la fille cadette de Françoise Maes-Taffin.
Le monastère adopte un mode de vie directement inspiré de celui des Clarisses capucines, sans en faire officiellement partie, l'ordre des Capucines établi à Paris ayant refusé d'accueillir des postulantes étrangères (à cette époque et jusqu'au traité des Pyrénées en 1659, Bourbourg appartient à l'Espagne). Mme Maes-Taffin donne au couvent tout ce qu'elle considère comme superflu dans sa maison. Elle obtient de l'évêque de Saint-Omer de pouvoir porter le voile et le vêtement religieux, le doyen de Bourbourg la nomme supérieure et elle prend le nom de Françoise de Saint-Omer, sa fille aînée devenant sœur Agnès de Bourbourg.
Les religieuses portent le costume défini par la fondatrice : un habit et une tunique gris-brun, une grosse corde de crin à plusieurs nœuds en guise  de ceinture, un voile sur la tête, noir pour les professes, blanc pour les novices, un manteau et de simples sandales aux pieds.
Françoise de Saint-Omer rédige la règle de la nouvelle communauté, l'évêque Jacques Blaes y apporte quelques retouches, et le pape Paul V l'approuvera dans un bref pontifical de 1619.
La supérieure et les premières novices prononcent leurs vœux et donnent leurs biens à l'établissement, Françoise de Saint-Omer prenant le titre, en tant que supérieure, de mère ancelle (servante). Dès 1616, le cloître accueille vingt-quatre religieuses venant des environs, malgré des règles de vie strictes (vie en silence, conditions matérielles rigoureuses, jeûnes, pénitences, etc.), la fille cadette entre également en religion sous le nom de sœur Ignace de Bourbourg.
Le couvent accueille encore Mme Maes, belle-mère de Françoise de Saint-Omer. Mme Maes partage auparavant ses biens entre la nouvelle institution et la création à Bourbourg d'un couvent de capucins. Son fils est le premier supérieur du couvent des Capucins de Bourbourg.
Le nouvel établissement continue de bénéficier du soutien de l'évêque de Saint-Omer Jacques Blaes : dans son testament, en 1618, celui-ci donne à la maison de Bourbourg trois cents florins.

### Évolution
La maison religieuse fondée par Françoise de Saint-Omer acquiert rapidement une grande réputation. Plusieurs établissements demandent à la fondatrice de bien vouloir agréger leur monastère à la maison qu'elle a créée.
Après avoir d'abord refusé, Françoise de Saint-Omer donne naissance à l'ordre religieux des Sœurs de la pénitence du Tiers-Ordre réformé de Saint-François ou ordre des Pénitentes dites Capucines. Elle fonde des cloîtres à travers la région entre 1620 et 1630, en prenant, sur l'ordre de l'évêque de Saint-Omer, la direction de celui de Saint-Omer ouvert en 1620.
L'établissement de Bourbourg passe alors sous la direction de la fille aînée de la fondatrice, sœur Agnès de Bourbourg, âgée de vingt-deux ans. Celle-ci va créer les maisons de Mons, Anvers, Bruges, tandis que sa sœur cadette sœur Ignace de Bourbourg, placée par sa mère à la tête de l'établissement de Douai va fonder les couvents d'Ypres, Bruxelles et Maastricht,.
En 1642, Françoise de Saint-Omer meurt et sa fille aînée Agnès de Bourbourg prend la direction de l'ordre. Agnès décède elle-même en 1651 à Saint-Omer, Ignace rend le dernier souffle en 1673 à Saint-Omer.
En 1644, les Français attaquent Bourbourg et les places-fortes environnnantes. En conséquence, le 30 juillet 1644, la mère ancelle Marie d'Anvers sort du couvent avec 16 religieuses. Elles vont se réfugier, les unes dans la maison de l'ordre à Bruges, les autre dans celle d'Anvers. Le cloître va être abîmé pendant cet affrontement, les bâtiments ont été plusieurs fois atteints.
L'année suivante, les Français prennent la ville de Bourbourg, le couvent reçoit des projectiles des batteries françaises et connait des jours très difficiles. La reine de France Anne d'Autriche ordonne alors qu'on leur vienne en aide de façon continue.
Le maréchal de France Josias Rantzau, gouverneur de Dunkerque, adjure le protestantisme et fait sa profession publique de catholicisme dans l'église des pénitentes et leur donne à cette occasion une riche aumône. Il va les soutenir dans la durée. Les religieuses reçoivent également une aide conséquente de l'intendant des finances de l'armée de Flandre : il fait réparer le toit de l'église, effectue des dons en argent et en vêtements. Le cardinal Mazarin réalise lui-aussi un don, suivi par d'autres seigneurs comme le gouverneur du fort de Lynck. Les religieuses sont exemptées de toutes les impositions pour les bâtiments compris dans leur cloître et de toute obligation de logement de gens de guerre. Le roi les reconnait pauvres et leur fait un don annuel sous forme d'aumône.
Vers 1700, le couvent abrite trente religieuses et deux servantes.

### Possessions
Le couvent dispose du bâtiment d'origine, des maisons contigües achetées par la fondatrice, de trois fermes données au couvent par la fondatrice, ses filles ou sa famille. Le monastère regroupe une brasserie, une boulangerie, un dortoir de 32 cellules, un réfectoire, une infirmerie de cinq lits, les chambres des servantes, Lors d'une enquête en 1750, le monastère possède 587 mesures de terre (de l'ordre de 260 hectares), et différentes rentes. Ses biens se trouvent dans toute la châtellenie de Bourbourg et au-delà.

## Révolution française
En vue des États généraux de 1789, se tient à Bailleul le 31 mars 1789 la réunion des membres du clergé de la Flandre maritime présidée par l'évêque d'Ypres Charles Alexander d'Arberg. Les Capucines de Bourbourg sont représentées par un dénommé Mr Van Uxem. Et lorsqu'il s'est agi le 15 septembre 1789 d'élire un remplaçant à un des représentants du clergé initialement élu mais révoqué par l'Assemblée nationale, elles sont représentées par l'abbé Duverlie.
Par le décret du 13 février 1790, l'Assemblée constituante supprime les ordres religieux réguliers, interdit les vœux monastiques solennels et ne reconnait plus ceux-ci. La fondation sur ces bases de nouvelles maisons est prohibée. Les religieux présents dans les couvents existants ont le choix d'en sortir en se déclarant devant la municipalité du lieu et en recevant une pension convenable ou de rester dans leurs maisons.
Les Pénitentes décident de rester dans leur couvent.
Le 6 mars 1790, la municipalité de Bourbourg dresse un état des biens, revenus et charges du couvent, contresigné par la mère ancelle sœur Marie Isabelle de Météren. Le 7 novembre 1790, intervient l'inventaire des objets et ornements pour célébrer la messe.
Le 8 octobre 1791, l'officier municipal fait procéder par voie d'élection à la nomination d'une supérieure et d'une économe. Les 27 religieuses présentes élisent à l'unanimité la mère ancelle alors en fonctions, et la « syndique » (chargée de défendre les intérêts ou économe) alors en poste sœur Marie Silvère de Bailleul. Dix jours plus tard est rédigé le règlement intérieur du monastère : il détaille l'emploi du temps partagé entre offices ou prières et travail en commun.
En 1792, la situation se dégrade, les sœurs doivent vendre la vache qu'elles possèdent, faute de pouvoir la nourrir. Fin septembre 1792, elles reçoivent notification de leur expulsion. Elles se réfugient dans les couvents de l'ordre situés à Bruges et Gand, puis quand les Français entrent en Belgique, elles fuient à Middelbourg en Zélande.
En mai 1793, le couvent est déclaré bien national et vendu à un propriétaire de Saint-Omer puis à un négociant de Dunkerque, Alexandre Thélu.
En juin 1793, dix capucines, âgées de 37 à 71 ans, sont présentes à Bourbourg. Elles refusent de prêter le serment prévu par la Constitution civile du clergé mais elles semblent n'avoir pas compris ce qu'on leur demandait, car elles ne parlent pas le français, (leur langue est le flamand). On leur explique en flamand et en octobre 1793, elles déclarent s'être trompées et prêtent serment. En fin d'année, neuf d'entre elles, dont quatre, quasi infirmes, sont inscrites à l'état des pensions ecclésiastiques, la dixième est en état de démence.
Quelques années plus tard, en 1798, trois se sont rétractées, les plus âgées continuent à émarger à la pension à Bourbourg où elles sont toujours domiciliées.
En 1801, un an avant le Régime concordataire français, neuf survivantes de l'ancien couvent reviennent à Bourbourg et y louent une maison.

## Réapparition
En 1816, il reste à Bourbourg six anciennes religieuses. Elles envisagent de se réorganiser en couvent, mais les anciens bâtiments sont en grande partie détruits et en partie reconvertis en logements. Six religieuses viennent d'un couvent de l'ordre situé à Bruges et rejoignent celles de Bourbourg malgré l'absence de moyens : leurs conditions de vie sont misérables.
En février 1817, à force de persévérance, de quêtes faites dans la région, on parvient à racheter l'ancien couvent auprès du négociant dunkerquois. Puis arrivent deux riches capucines provenant du monastère d'Anvers qui permettent de reconstruire le cloître. En conséquence, en fin juillet 1817, le couvent est prêt, 15 religieuses le relancent et observent la clôture selon la règle. En 1819, commence la construction de la chapelle encore utilisée en 1904. Elle est ouverte au culte le 16 juin 1823. Ne sont dans un premier temps acceptées au couvent que les candidates religieuses  comprenant le flamand, seul langage en usage dans l'établissement.
Au XIXe siècle, les corps de la fondatrice et de ses deux filles, inhumées à Saint-Omer et exhumées en 1792, peu de temps avant la dissolution des ordres religieux, conservés par des fidèles, sont de nouveau ensevelis dans l'église du couvent de Bourbourg.
En 1907, les capucines sont expulsées à la suite de la loi de séparation des Églises et de l'État
Après avoir fui une première fois en 1914, lors de la Première Guerre mondiale, les religieuses quittent leurs locaux dans le cadre de l'exode de 1940, au début de la Seconde Guerre mondiale. Elles reviennent en 1947.

## De nos jours
De nos jours, demeure toujours à Bourbourg rue des Capucines, une maison des capucines, réunissant trois ou quatre sœurs, héritière de celle fondée par Françoise de Saint-Omer. Ce couvent est le dernier monastère de l'ordre en France. Il date de 1960 et serait l'un des derniers construits en France pour un ordre contemplatif.
D'octobre 2014 à mars 2015, le couvent a célébré les 400 ans de sa fondation. Cet anniversaire a donné lieu à divers manifestations organisées par l'association « Les Amis des Sœurs capucines » : exposition, conférences, concerts, messe célébrée par l'évêque de Lille, médaille commémorative en argent, petit opuscule.
Chaque année, l'association « Les Amis des Sœurs capucines », créée en 2012 pour soutenir la dernière religieuse alors présente face à l'évêché qui envisageait la fermeture du couvent, fait connaitre des éléments relatifs au monastère lors des Journées européennes du patrimoine. Ce fut encore le cas en 2021.

## Liste des mères ancelles
Georges Dupas donne dans son ouvrage consacré aux couvents dans la châtellenie de Bourbourg la liste des mères ancelles pour la période 1615-1789. Élue supérieure du monastère, chacune d'elles a abandonné ses prénom et nom familiaux pour prendre un nom faisant référence à un village de la Flandre, soulignant probablement ainsi le recrutement fort étendu et varié des religieuses.
L'abbé Harrau liste également le nom des mères ancelles jusqu'en 1904.